# Insariye
Insariyeh, Al-Ansariyyah, Ansariyeh oder Insariye (arabisch الأنصارية, DMG al-Anṣāriyya), ist eine Stadt im Libanon, die am Hügelland von Dschabal ʿAmil im südlichen Teil des Landes liegt und hauptsächlich von Schiiten bewohnt wird. 

## Geographie
Insariye liegt nahe des Mittelmeeres am oberen Ende einer Steilküste. Das Gebiet ist hauptsächlich eine grüne Landschaft und wird mit verschiedenen Pflanzen wie Orangen- und Zitonenbäumen, Bananensträuchern und Olivenbäumen bewirtschaftet.
Die Stadt gehört zum Distrikt Sidon im Gouvernement Süd-Libanon. Sie liegt 62 km südlich von Beirut, 20 km südlich von Sidon und 17 km nördlich von Tyros. 